# Водопад Арсеньева
Водопад Арсеньева (Призрак, Восьмиметровый) — водопад в Тернейском районе Приморского края Российской Федерации. Находится на р. Правая Амгу, в её среднем течении. Водопад Арсеньева — один из самых полноводных в Приморье. Ширина потока воды в верхней части водопада ок. 3 м. В нижней части струя воды сжимается до 2 м, с грохотом падая в глубокий котёл, белый от пены. Далее, на протяжении нескольких десятков метров, река течёт в каньоне с нависающими стенами. Каньон оканчивается невысоким сливом поперёк всего русла.

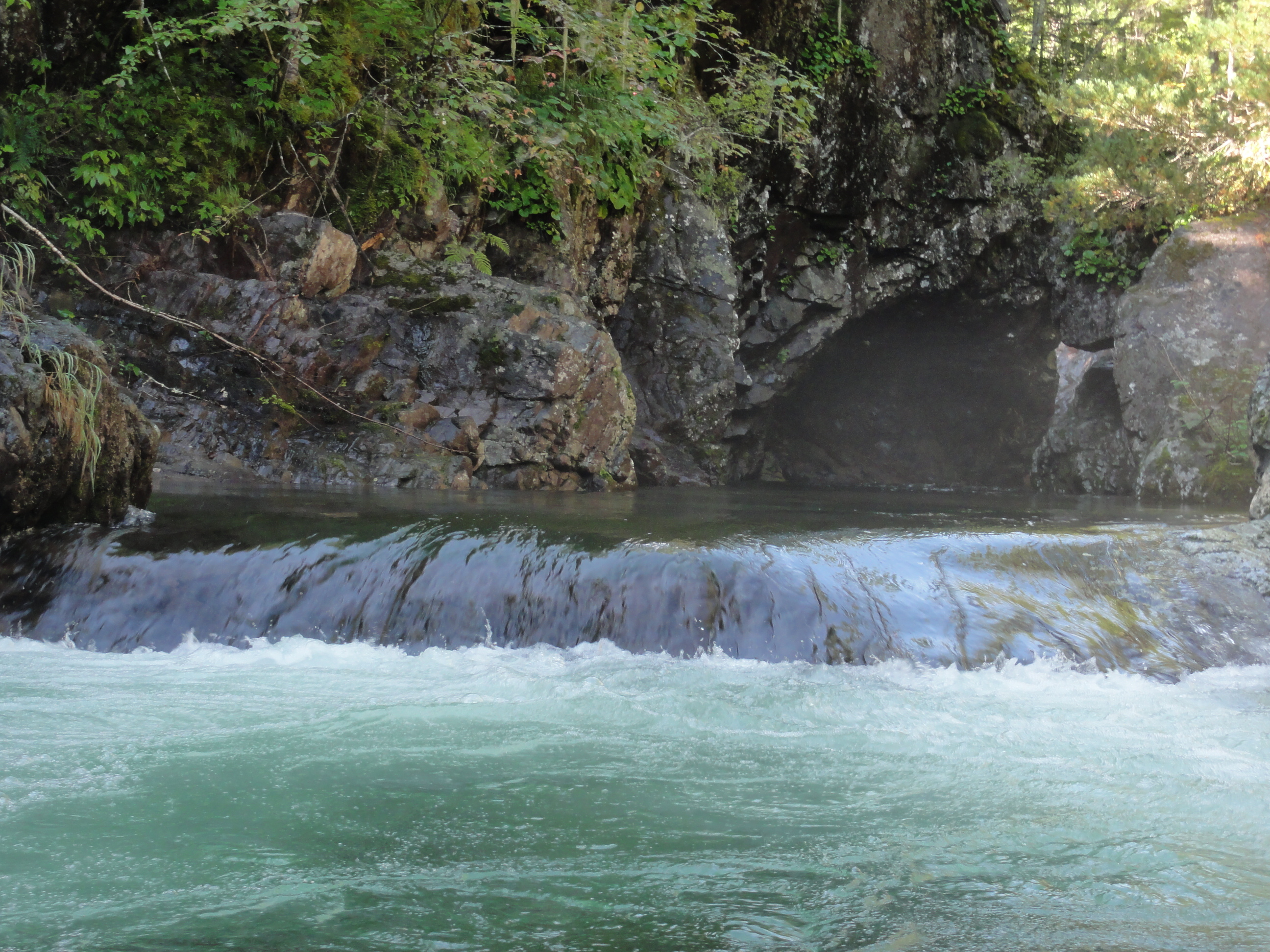
Выход реки из каньона

Из всех водопадов, которые мне приходилось видеть, Амагинский водопад был самым красивым. Представьте себе узкий коридор, верхние края которого немного загнуты внутрь так, что вода идёт как бы в трубе. В одном месте труба эта обрывается.
Здесь образовался водопад высотой 8 метров. Однако верхние края коридора продолжаются и далее. Из этого можно заключить, что первоначально водопад был ниже по течению, и если бы удалось определить, сколько вода стирает ложе водопада в течение года, то можно было бы сказать, когда он начал свою работу, сколько ему лет и сколько ещё осталось существовать на свете. Порода, сквозь которую вода пробила себе дорогу, — буро-красный глауконитовый песчаник с весьма плотным цементом. Цвет воды в массе изумрудный. При ярком солнечном освещении белая пена с зеленовато-синим цветом воды и с красно-бурыми скалами, по которым разрослись пёстрые лишайники и светло-зелёные мхи, создавала картину чрезвычайно эффектную. Под водопадом вода имеет вращательное движение. В течение многих лет она сточила породу по сторонам и образовала «исполиновый котёл». Я подошёл к краю обрыва, и мне показалось, что от массы падающей воды порой содрогается земля.
— В. К. Арсеньев «Дерсу Узала»
Водопад Арсеньева — популярный туристический объект, но посещается он реже, чем водопад Большой Амгинский. Если последний находится в 1 км от ближайшей автодороги, то до вдп. Арсеньева нужно пройти 7 — 8 км по таёжной тропе через многочисленные броды.